# 比洛皮利亞區
比洛皮利亞區（烏克蘭語：Білопільський район）曾是烏克蘭的一個區，位於該國東北部，由蘇梅州負責管轄，区府为比洛皮利亞，面積1,500平方公里，2013年人口52,223，人口密度每平方公里34.82人。
该区在2020年7月18日的乌克兰行政区划改革中被撤销，改革后蘇梅州下分为5个区。